# 마라 살바트루차

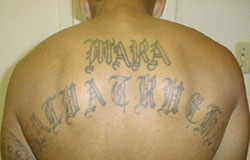

MS-13은 중앙 아메리카 및 미국에 있는 대규모 폭력조직을 말한다. 조직은 엘살바도르를 중심으로 과테말라, 온두라스 및 기타 중앙 아메리카 출신으로 구성되어 있다. 조직은 몇 개의 파벌이 있으며, 미국과 라틴 아메리카 각국에 퍼져 있으며 마약 밀수 불법 이민 등 여러 범죄 활동을 하고 있다.
조직원들은 몸에 Mara Salvatrucha라고 문신을 새겨 MS-13이라는 이름보다 마라 살바트루차가 더 유명하다.

## 같이 보기
- 조직범죄